# 톰 바우어
톰 바우어(Ralph Thomas Bower, 1938년 1월 3일~2024년 5월 30일)는 미국의 배우, 영화 제작자이다.

## 영화
- 라이트 오브 마이 라이프(2018년)
- 램(2015년)
- 디깅 포 파이어(2015년)
- 런오프(2014년)
- 미션 13(2014년) - 아버지 역
- 다크 어라운드 더 스타즈(2013년) - 실키 역
- 아웃 오브 더 퍼니스(2013년) - 단 두건 역
- 아이 멜트 위드 유(2011년) - 캡틴 밥 역
- 랜드 오브 더 애스트로너츠(2010년)
- 킬러 인사이드 미(2010년) - 밥 맵플스 보안관 역
- 악질경찰(2009년) - 팻 맥도나 역
- 크레이지 하트(2009년) - 빌 윌슨 역
- 패밀리어 스트렌저스(2008년)
- 가스펠 힐(2008년)
- 오해(2008년)
- 아팔루사(2008년) - 애브너 레인즈 역
- 페인 위딘(2007년) - 조셉 역
- 쓰리(2007년)
- 필(2006년)
- 플란넬 파자마 (2006, Flannel Pajamas) - 빌 역
- 언두잉(2006년)
- 힐즈 아이즈(2006년) - 주유소 직원 역
- 아마츄어들(2005년)
- 브라더스 오브 더 헤드(2005년) - 에디 파스쿠아 역
- 노스 컨츄리(2005년) - 그레이 슈쳇 역
- 하우즈 마이 드라이빙(2004년) - 찰스 역
- 휴먼 에러(2004년) - 메킨 역
- 텔시 루퍼 가방 1부(2003년)
- 라라미 프로젝트(2002년)
- 비하인드 더 선 (2002, The Badge)
- 하이 크라임(2002년)
- 하트 인 아틀란티스(2001년)
- 밀리언 달러 호텔(2000년) - 헥터 역
- 폴락(2000년)
- 슬리핑-다운 라이프 (1999, A Slipping-Down Life)
- 크라임 서스펙트(1999년)
- 명탐정 말로위(1998년)
- 네고시에이터(1998년)
- 라스트 타임(1997년)
- 포스트맨(1997년)
- 파 프럼 홈(1995년)
- 증오(1995년) - 스탠리 역
- 조지아(1995년)
- 닉슨(1995년) - 프랭크 닉슨 역
- 아티카(1994년)
- 긴급 명령(1994년)
- 쉬머(1993년) - 미스터 스펙 역
- 리렌트리스 3(1993년)
- 하트랜드의 연쇄 살인(1993년)
- 리벤지 온 더 하이웨이(1992년)
- 못말리는 고스트(1992년)
- 카인의 두 얼굴(1992년)
- 아이언 이글 3(1992년)
- 플레이볼(1991년)
- 전설의 대도 딜린저(1991년)
- 다이 하드 2(1990년) - 마빈 역
- 제로지대(1989년)
- 암흑의 차이나타운(1989년)
- 블루스 브라더스 2(1989년)
- 하얀 옷의 여인(1988년)
- 스플릿 디씨전(1988년)
- 전쟁과 절망(1988년)
- 비버리 힐스 캅 2(1987년)
- 리버스 엣지(1986년)
- 등대선(1985년)
- 흑장미(1984년)
- 코르테즈의 애가(1982년)
- 위대한 승리 (1982, Life of the Party: The Story of Beatrice)
- 데인 커스(1978년)
- 2분 경고(1976년)

### 텔레비전
- 월튼네 사람들(1975-78)
- 댈러스(1986-87)